# Gates of Fire (Manilla Road)
Gates of Fire è il tredicesimo album del gruppo heavy metal statunitense Manilla Road, pubblicato nel 2005. L'album è composto da una trilogia di tre tracce ognuna: "The Frost's Giant Daughter" (ispirata da un racconto di Robert E. Howard), Out of the Ashes (basata sull'Eneide) e Gates of Fire, ispirata dalla battaglia delle Termopili.

## Tracce
1. Riddle of Steel – 7:08
2. Behind the Veil – 3:43
3. When Giants Fall – 5:28
4. The Fall of Iliam – 14:47
5. Imperious Rise – 6:08
6. Rome – 11:02
7. Stand of the Spartans – 5:36
8. Betrayal – 8:26
9. Epitaph to the King – 9:54

## Formazione
- Mark Shelton - voce, chitarra
- Bryan Patrick - voce
- Harvey Patrick - basso, voce
- Cory Christner - batteria